# Chrysopa
Chrysopa es un género de insectos neurópteros, crisopas (familia Chrysopidae). Producen un olor desagradable, por eso en inglés se conocen como stinky lacewings y nombres similares.
Los miembros de este género y del género relacionado, Chrysoperla, son comunes en toda Norteamérica, Europa y Asia. Tienen características similares y a veces han sido trasladados de uno a otro género, repetidamente. Las larvas son depredadoras, se alimentan de pulgones y algunos miembros del género se usan como controles biológicos.
William Elford Leach describió el género en 1815 en David Brewster Edinburgh Encyclopædia. Albert Koebele iintrodujo especies de Chrysopa a Nueva Zelanda en la década de 1890 como método de control de áfidos, sin embargo las especies no se establecieron.

## Especies
- Chrysopa abbreviata
- Chrysopa chi Fitch, 1855 [4]
- Chrysopa coloradensis Banks, 1895 [4]
- Chrysopa dorsalis [5]
- Chrysopa excepta Banks, 1911 [4]
- Chrysopa formosa [5]
- Chrysopa incompleta Banks, 1911 [4]
- Chrysopa intima [5]
- Chrysopa lezeyi [5]
- Chrysopa nigra [5]
- Chrysopa nigricornis Burmeister, 1839 [4]
- Chrysopa oculata Say, 1839 [4]
- Chrysopa pallens [5]
- Chrysopa perla [5]
- Chrysopa pleuralis Banks, 1911 [4]
- Chrysopa quadripunctata Burmeister, 1839 [4]
- Chrysopa slossonae Banks, 1924 [4]
- Chrysopa viridana [5]